# Adams Express Building
Das Adams Express Building, auch 61 Broadway, ist ein 33-stöckiges Hochhaus im Stadtbezirk Manhattan in New York City. Es wurde von 1912 bis 1914 nach den Plänen von Francis H. Kimball erbaut.

## Beschreibung
Das Bürohochhaus befindet sich mit der Adresse „61 Broadway“ zwischen Broadway und Trinity Place im Financial District in Lower Manhattan. An der Südseite verläuft entlang des Gebäudes die Exchange Alley bzw. Exchange Place. Es steht südlich des 65 Broadway (früher American Express Building) und Empire Building in direkter Nähe zur Wall Street und der Trinity Church.
Architektonisch wird das Gebäude zur Chicagoer Schule gezählt. Kimballs Design orientierte sich an Florentinischer Architektur, besonders beim Gebäudeabschluss. Das Hochhaus ist 136,6 m (448 Fuß) hoch und hat 33 Etagen. Bei seiner Fertigstellung im Jahr 1914 war das Gebäude das siebthöchste Bauwerk in Manhattan. 
Die zur Finanzleistung umgestiegene Adams Express Company plante bereits 1910 einen Umzug in ein besseres Gebäude. Aus den ursprünglich geplanten 10 Stockwerken wurden im Laufe der weiteren Planung immer mehr, bis man schließlich auf über 30 angelangt war. Die Baukosten betrugen 2 Millionen US-Dollar. Während der Black Tom Explosion im Jahr 1916 erlitt das Gebäude stärkere Schäden, insgesamt 300 Fenster gingen zu Bruch. Seit 2014 ist es im Besitz von RXR Realty.

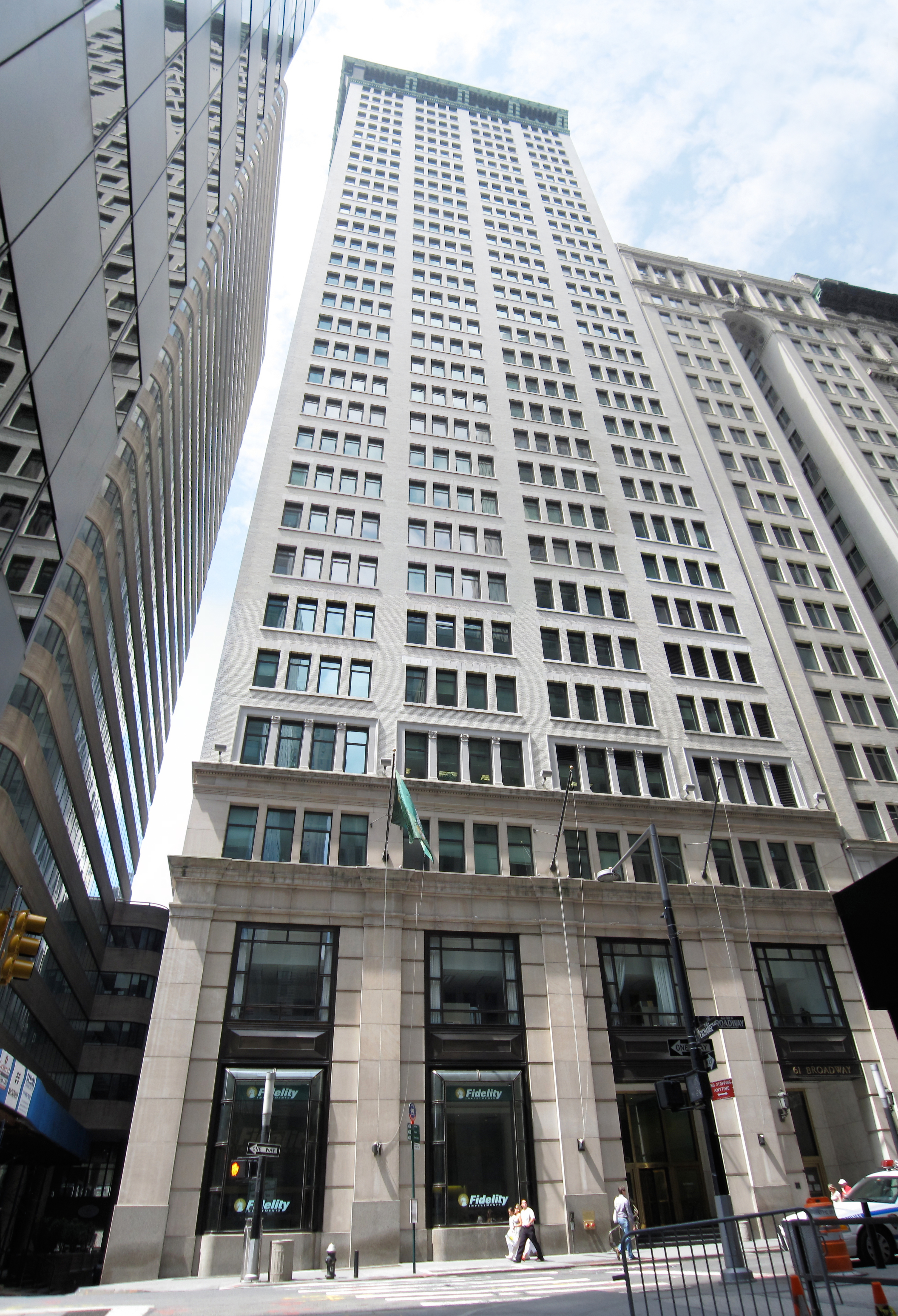
Vertikale Ansicht der Fassade